# Funimation
Crunchyroll, LLC, precedentemente nota come Funimation dal 1994 al 2022, è una società di intrattenimento statunitense di proprietà di Sony Pictures Television, divisione di Sony Pictures Entertainment, in joint venture con Aniplex of America. Crunchyroll commercializza e distribuisce animazione giapponese e altre proprietà di intrattenimento in tutto il mondo. Si occupa del doppiaggio, pubblica prodotti home video e licenza i prodotti per le televisioni; ha anche un proprio servizio di streaming digitale omonimo.
Nel marzo del 2022 la società ha annunciato che è stata ribattezzata come Crunchyroll, LLC dopo aver acquisito l'omonima piattaforma di streaming nell'agosto del 2021, e successivamente il marchio Funimation è rimasto in uso fino all'aprile del 2024.

## Storia

### Albori e primo periodo

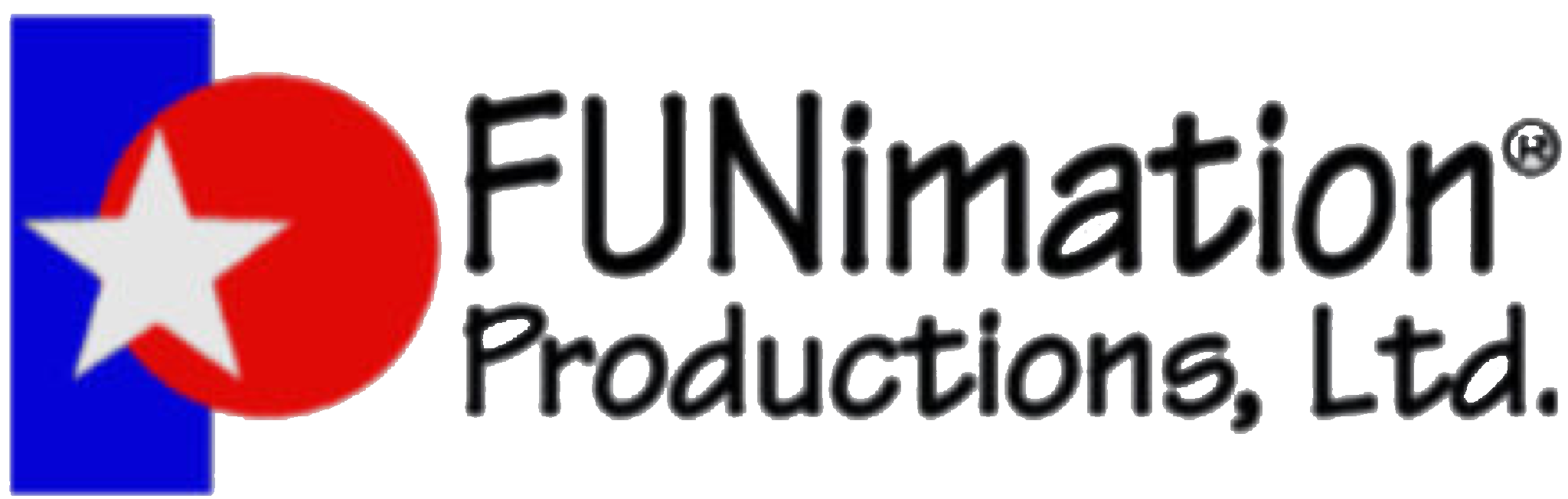
Il logo originale di Funimation utilizzato dal 1994 al 2005.

All'inizio degli anni '90, l'uomo d'affari di origine giapponese Gen Fukunaga fu contattato da suo zio, Nagafumi Hori, che lavorava come produttore per la Toei Company. Hori ha proposto che se Fukunaga avesse potuto avviare una società di produzione e raccogliere abbastanza soldi, Toei Animation avrebbe concesso in licenza i diritti del franchise di Dragon Ball agli Stati Uniti. Fukunaga ha incontrato il collega Daniel Cocanougher, la cui famiglia possedeva un mangimificio a Decatur, in Texas, e ha convinto la famiglia di Cocanougher a vendere la propria attività e servire come investitore per la sua azienda.
La società è stata fondata il 9 maggio 1994 come Funimation Productions. Originariamente la sua sede era nella Silicon Valley, ma alla fine si è trasferita a North Richland Hills, in Texas. Inizialmente hanno collaborato con altre società su Dragon Ball, come BLT Productions, Ocean Studios, Pioneer e Saban Entertainment. Negli Stati Uniti, Dragon Ball ha debuttato in syndication nel 1995, ma è andato in onda solo per 13 episodi a causa degli scarsi ascolti. Funimation ha quindi deciso di trasmettere Dragon Ball Z in syndication nel 1996. Rispetto all'originale Dragon Ball, Dragon Ball Z ha riscosso un maggiore successo tra il pubblico statunitense, il che ha portato Funimation ad assicurarsi un blocco temporale della seconda stagione di un'ora, di due episodi, per l'autunno del 1997. Cartoon Network iniziò a mandare in onda Dragon Ball Z come parte del suo blocco di programmazione Toonami nel 1998, che divenne rapidamente il programma più apprezzato del blocco e ottenne un ampio seguito. Il successo di Dragon Ball Z è accreditato per aver consentito a Funimation di acquisire altri titoli con licenza.
A partire dal settembre 2003, Funimation ha firmato un contratto per la distribuzione home video in Nord America con Nelvana, con sede in Canada. Tra i titoli distribuiti vi sono: Redwall, Pecola, Brividi e polvere con Pelleossa, Timothy va a scuola e lo speciale televisivo di Disney Channel The Santa Claus Brothers. Nel luglio 2004, la società ha lanciato una divisione prescolare e orientata alla famiglia chiamata Our Time Family Entertainment.

### Acquisizione da Navarre Corporation

Logo di Funimation dall'11 maggio 2005 al 7 gennaio 2016. La versione colorata è stata utilizzata fino ad aprile 2011.

L'11 maggio 2005 Funimation è stata acquisita da Navarre Corporation per 100,4 milioni di dollari in contanti e 1,8 milioni di azioni Navarre. Come parte dell'acquisizione, Gen Fukunaga è stato mantenuto come capo dell'azienda, passando alla posizione di CEO, e il nome dell'azienda è stato cambiato da Funimation Productions a Funimation Entertainment. Nel 2007, Funimation si è trasferita da North Richland Hills a Flower Mound. Funimation si è trasferita nel Lakeside Business District con un contratto di locazione di dieci anni.
Secondo un'intervista nel febbraio 2008 con il CEO di Navarre Corporation Cary Deacon, Funimation era nelle fasi iniziali dei negoziati per acquisire alcuni dei titoli concessi in licenza attraverso la divisione USA di Geneon, che ha cessato le attività nel dicembre 2007. Nel luglio 2008, Funimation ha confermato che avevano acquisito i diritti di distribuzione di diversi titoli Geneon, inclusi alcuni che Geneon aveva lasciato incompiuti quando si erano ritirati dal mercato statunitense. All'Anime Expo 2008, Funimation ha annunciato di aver acquisito oltre 30 titoli dal catalogo Sojitz che erano stati precedentemente concessi in licenza da ADV Films. Nel 2009, Funimation ha firmato un accordo con Toei Animation per trasmettere in streaming molti dei suoi titoli

### Secondo periodo come azienda indipendente

Logo Funimation dal 2016 al 2024. Fino al 2022, ha servito anche come logo aziendale.

Il 27 maggio 2010, Navarre Corporation ha annunciato di aver iniziato a negoziare una potenziale vendita di Funimation. È stato inoltre annunciato che se la vendita avesse avuto luogo, Funimation sarebbe stata riclassificata come "operazione scontata" a partire dal primo trimestre del 2011. Il 16 settembre 2010, Navarre ha annunciato che sei potenziali acquirenti erano interessati all'acquisizione di Funimation. Nel primo trimestre del 2011, Navarre ha riclassificato Funimation come "operazioni scontate". Il 4 aprile 2011, Navarre ha rilasciato una dichiarazione in cui annunciava che Funimation era stata venduta a un gruppo di investitori che includeva il proprietario originale Gen Fukunaga per 24 milioni di dollari. È stato anche annunciato che Navarre sarebbe rimasta come distributore esclusivo dei titoli di Funimation.
Il 14 ottobre 2011, Funimation ha annunciato una partnership con Niconico, la versione in lingua inglese di Nico Nico Douga, per formare il marchio Funico per la licenza di anime per lo streaming e la pubblicazione home video. Da questo momento in poi, praticamente tutti i titoli trasmessi in simulcast da Niconico sono stati acquisiti da Funimation. Nel 2014, Funimation ha distribuito Dragon Ball Z: La battaglia degli dei nei cinema in collaborazione con Screenvision. Sulla base del suo successo, Funimation ha lanciato la propria divisione cinematografica nel dicembre 2014. Il 22 giugno 2015, Funimation e Universal Pictures Home Entertainment ha annunciato un contratto pluriennale di distribuzione home video. L'accordo ha consentito a UPHE di gestire la distribuzione e le vendite del catalogo di titoli di Funimation. La Universal iniziò a distribuire i titoli di Funimation nell'ottobre di quell'anno.
Nel gennaio 2016, Funimation ha introdotto un nuovo logo e ha annunciato il rebranding della propria piattaforma di streaming come "FunimationNow". Nell'aprile 2016, hanno lanciato il loro servizio nel Regno Unito e in Irlanda.
L'8 settembre 2016, Funimation ha annunciato una partnership con Crunchyroll. Alcuni titoli di Funimation sarebbero stati trasmessi in streaming sottotitolati su Crunchyroll, mentre alcuni titoli di Crunchyroll sarebbero stati trasmessi in streaming su FunimationNow, inclusi quelli in corso di doppiaggio. Inoltre, Funimation funge da distributore per il catalogo home video di Crunchyroll
Il 18 maggio 2017, Shout! Factory ha acquisito i diritti di distribuzione in Nord America di In questo angolo di mondo uscito nelle sale statunitensi l'11 agosto 2017, co-distribuito da Funimation Films.

### Proprietà Sony

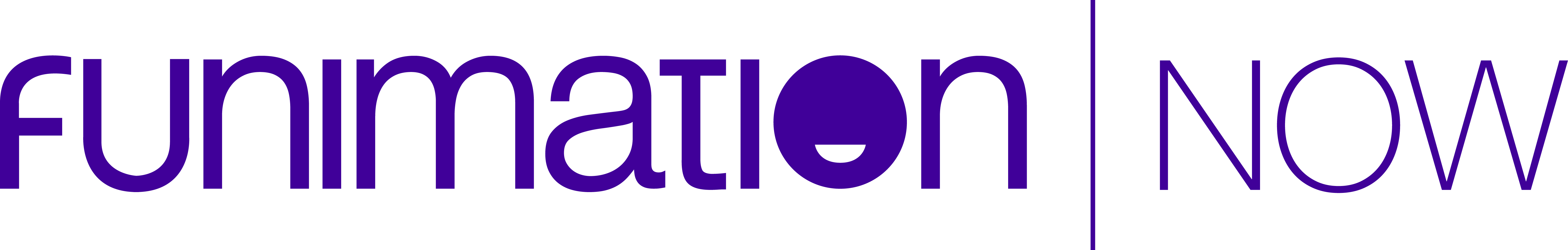
Il logo FunimationNow utilizzato dal 2016 al 2019.

Nel maggio 2017, è stato riferito che gli Universal Studios e la Sony Pictures Television erano interessati all'acquisto di Funimation; tuttavia, la Universal ha deciso di non procedere con l'offerta. Il 31 luglio 2017, Sony Pictures Television ha annunciato che avrebbe acquistato una partecipazione di controllo del 95% in Funimation per 143 milioni di dollari, un accordo che è stato approvato dal Dipartimento di giustizia degli Stati Uniti il 22 agosto 2017. Questo l'accordo ha consentito a Funimation di avere sinergie con le divisioni Animax e Kids Station di Sony e "l'accesso diretto alla pipeline creativa". L'accordo è stato chiuso il 27 ottobre 2017.
Il 16 febbraio 2018, è stato riferito che Shout! Studios, divisione di Shout! Factory, ha acquisito i diritti di distribuzione USA/Canada di Big Fish & Begonia e ha collaborato nuovamente con Funimation Films per la sua uscita. Il 12 luglio 2018 è stato annunciato che Funimation Films aveva acquisito i diritti di licenza per Dragon Ball Super: Broly in Nord America e che il suo doppiaggio inglese sarebbe uscito nelle sale a gennaio 2019 negli Stati Uniti e in Canada, circa un mese dopo la sua prima nazionale in Giappone.
Il 7 agosto 2018, AT&T ha acquisito completamente Otter Media, proprietaria di Crunchyroll. Il 18 ottobre 2018, Funimation e Crunchyroll hanno annunciato che la loro partnership con sarebbe terminata il 9 novembre 2018, a seguito dell'acquisizione di Funimation da parte di Sony Pictures Television. Nonostante le versioni home video non siano state interessate e siano continuate ad uscire come previsto, alcuni contenuti di Funimation sono stati rimossi da Crunchyroll e le serie sottotitolate sono tornate su FunimationNow. Inoltre è stato anche annunciato che Funimation sarebbe stata completamente rimossa dal servizio di streaming VRV di proprietà di Otter Media, sostituito da HIDIVE. Nel dicembre 2018, è stato riferito che un altro motivo per cui la partnership è terminata era dovuto a una controversia relativa all'espansione internazionale. Il 4 dicembre 2018, Funimation ha firmato un accordo SVOD pluriennale esclusivo con Hulu.
Il 1º febbraio 2019, Gen Fukunaga ha annunciato che si sarebbe dimesso dalla carica di direttore generale e sarebbe passato a presidente della società con Colin Decker che avrebbe assunto il ruolo di direttore generale a maggio 2019. Il 23 marzo 2019 all'AnimeJapan 2019, Funimation ha annunciato di aver collaborato con il servizio di streaming cinese Bilibili per concedere in licenza congiuntamente titoli di anime sia per il mercato statunitense che per quello cinese.
Il 29 maggio 2019, Funimation ha annunciato di aver acquisito la filiale britannica di Manga Entertainment e di aver immediatamente consolidato l'attività britannica della prima in quella di quest'ultima. Il 5 luglio 2019, Funimation ha annunciato all'Anime Expo di aver raggiunto una partnership di streaming con Right Stuf, con titoli selezionati di Nozomi Entertainment resi disponibili su FunimationNow nel corso dell'anno. Il 31 agosto 2019, Aniplex of America ha annunciato su Twitter che avrebbe collaborato con Funimation Films per co-distribuire il film Seishun buta yarō wa yumemiru shōjo no yume o minai nelle sale statunitensi il 2 ottobre 2019 e in quelle canadesi il 4 ottobre 2019.

### Joint-venture Aniplex/SPT; Espansione internazionale
Il 24 settembre 2019, Sony Pictures Television e Aniplex hanno annunciato che stavano consolidando le loro attività internazionali di streaming di anime in una nuova joint venture, Funimation Global Group, LLC. con il direttore generale di Funimation Colin Decker alla guida. La joint venture opererebbe con il marchio Funimation e consentirebbe a Funimation di acquisire e distribuire titoli con le sussidiarie di Aniplex Wakanim, Madman Anime e AnimeLab. Il primo titolo della joint venture, Fate/Grand Order: zettai majū sensen Babylonia, è stato un'esclusiva di 30 giorni su FunimationNow, AnimeLab e Wakanim, e ha fornito a Funimation i diritti esclusivi per il doppiaggio inglese per un anno.
A dicembre 2019, Funimation ha lanciato un sondaggio "Decade of Anime" in cui i fan hanno votato per il loro anime preferito in più categorie.
Il 24 gennaio 2020, Funimation ha annunciato che avrebbe unito il suo catalogo online in AnimeLab per il pubblico australiano e neozelandese e avrebbe chiuso FunimationNow per l'Australia e Nuova Zelanda il 30 marzo.
Il 1º maggio 2020, Funimation ha annunciato di aver formato una partnership con Kodansha Comics per ospitare una serie di feste di visione settimanali. Il 4 maggio, Funimation ha annunciato di aver stretto un accordo con NIS America per lo streaming di titoli selezionati su FunimationNow. Lo stesso giorno Funimation avrebbe anche annunciato che avrebbero tenuto una convention di anime virtuale chiamata "FunimationCon" dal 3 al 4 luglio 2020. È stato uno dei numerosi eventi virtuali che hanno preso il posto dell'Anime Expo di quell'anno, che ne ha annunciato la cancellazione il 17 aprile.
Il 3 luglio 2020, Funimation ha annunciato al FunimationCon che avrebbe espanso il proprio servizio di streaming in America Latina, a partire da Messico e Brasile nel quarto trimestre del 2020, con uno dei primi titoli doppiati distribuiti Tokyo Ghoul:re. Funimation ha successivamente rivelato che avrebbero lanciato i loro servizi in America Latina nel dicembre 2020. Tuttavia l'apertura è stata anticipata al 18 novembre 2020.
Il 9 settembre 2020, Funimation ha annunciato di aver raggiunto una partnership di distribuzione con Viz Media, con i titoli Viz Media resi disponibili per lo streaming sul sito Web di Funimation. L'accordo è stato concluso dopo che titoli Viz selezionati come la prima parte di Naruto e i primi 75 episodi di Hunter × Hunter erano stati precedentemente resi disponibili su FunimationNow. Il 2 dicembre 2020, il canale televisivo brasiliano Loading ha annunciato una partnership di contenuti con Sony Pictures Entertainment. I titoli di animazione inclusi nella partnership sono stati accennati, ma non confermati. Cinque giorni dopo, è stato ufficialmente confermato che i titoli Funimation sarebbero stati inclusi nella partnership.
Il 24 novembre 2020, Funimation ha annunciato di aver collaborato con Sunrise per lo streaming di titoli Gundam selezionati come Mobile Suit Gundam, Mobile Suit Gundam SEED e successivamente Mobile Suit Gundam Wing e Mobile Suit Zeta Gundam. Alcuni titoli di Gundam sono già stati trasmessi in streaming su Funimation prima di tale partnership come Mobile Suit Gundam: Iron-Blooded Orphans.
Per unificare l'immagine dell'azienda all'estero, Manga Entertainment è stata rinominata Funimation UK nel Regno Unito e in Irlanda, il 19 aprile 2021, con AnimeLab rilanciato con il marchio Funimation in Australia e Nuova Zelanda, dal 17 giugno 2021. Successivamente, Funimation ha lanciato i propri servizi di streaming in tre paesi sudamericani di Colombia, Cile e Perù il 16 giugno 2021.
Il 1º settembre 2021, Funimation e Gonzo hanno annunciato una partnership per caricare titoli rimasterizzati selezionati sui rispettivi canali YouTube fino al 30 novembre. Questi titoli erano Ragnarok the Animation, Witchblade e Burst Angel.

### Rebranding come Crunchyroll, LLC
Il 9 dicembre 2020 Sony ha annunciato che avrebbe acquisito Crunchyroll da Warner Media per un totale di 1,175 miliardi di dollari in contanti ponendo la società sotto il controllo di Funimation una volta completata l'acquisizione. Tuttavia, il 24 marzo 2021, è stato riferito che il Dipartimento di Giustizia degli Stati Uniti aveva esteso la sua revisione di indagine antitrust sull'acquisizione. L'acquisizione di Crunchyroll è stata completata il 9 agosto 2021, con Sony che ha dichiarato nel comunicato stampa che avrebbe creato un abbonamento anime unificato utilizzando le proprie società attive nel settore degli anime il prima possibile. Crunchyroll ha confermato quattro giorni dopo che anche VRV è stato incluso nell'acquisizione.
Il 25 gennaio 2022, Crunchyroll ha annunciato che avrebbe distribuito Jujutsu Kaisen 0 nelle sale il 18 marzo 2022 negli Stati Uniti e in Canada. Il film è stato lanciato in oltre 1.500 sale, oltre che in alcune sale IMAX, sia in sub che in doppiaggio. Hanno anche affermato che il film sarebbe presto uscito nelle sale di Regno Unito, Irlanda, Australia, Nuova Zelanda, Francia, Germania e America Latina, tra gli altri paesi. Questo è il primo film di Crunchyroll ad essere distribuito in associazione con Funimation Films.
A partire dal 1º marzo 2022, è stato annunciato che i servizi Funimation, Wakanim e VRV sarebbero stati consolidati in Crunchyroll. Inoltre, Funimation Global Group, LLC sarà rinominato Crunchyroll, LLC, con il marchio Funimation che verrà gradualmente eliminato a favore di Crunchyroll. Quattordici giorni dopo, è stato annunciato che le edizioni home video di Funimation saranno distribuite sotto il banner di Crunchyroll, con il logo di quest'ultima che sostituisce quello della prima sul dorso e sul retro delle copertine per ogni nuova pubblicazione che esce a partire dalla lista di giugno 2022.
A seguito dell'invasione militare russa dell'Ucraina, Crunchyroll ha annunciato l'11 marzo che avrebbe interrotto i servizi in Russia, interrompendo così completamente le operazioni di Wakanim e Crunchyroll EMEA, in linea con le sanzioni globali. La sua società madre Sony ha donato 2 milioni di dollari in aiuti umanitari all'Ucraina.
Il 5 aprile 2022, la società ha annunciato che il canale YouTube di Funimation è stato rinominato Crunchyroll Dubs e che sarebbe servito come canale di Crunchyroll per i contenuti doppiati in inglese mentre i contenuti sottotitolati in inglese sarebbero stati comunque caricati sul loro canale Crunchyroll Collection. La società ha anche dichiarato che avrebbe rilasciato un primo episodio doppiato in inglese di una serie anime ogni sabato alle 15:00 ET sul canale, a partire da Re: Zero - Starting Life in Another World il 9 aprile 2022. Tre giorni dopo, è stato fatto un altro annuncio in cui il Funimation Shop sarebbe stato spostato nel Crunchyroll Store. Due settimane dopo, il CEO Colin Decker si è dimesso dalla sua posizione. È stato sostituito dal COO Rahul Purini.
Come risultato della fusione nel marzo 2022, spettacoli preesistenti come My Hero Academia , Uzaki-chan Wants to Hang Out! e altri che erano in streaming su Funimation rimarranno insieme alle stagioni più recenti fino a quando una migrazione completa del suo catalogo con licenza non verrà trasferita su Crunchyroll. Nuove serie come Spy × Family , Chainsaw Man e A Couple of Cuckoos vengono pubblicate solo su Crunchyroll, anche se con la produzione del doppiaggio eseguita negli studi di Coppell. Una volta completata la migrazione dei contenuti, si prevede che la piattaforma Funimation scomparirà.
Il 4 agosto 2022, Crunchyroll ha acquisito il rivenditore e distributore di eCommerce di anime Right Stuf. Le vendite e la distribuzione per adulti/ hentai di Right Stuf sono state trasferite a una società separata come parte dell'accordo. .
Nel settembre 2023, Crunchyroll ha annunciato che Right Stuf è confluito nel Crunchyroll Store nell'ottobre 2023, con Crunchyroll che ha adottato le pratiche di prezzo e spedizione di Right Stuf.